# Antonio Ros de la Huerta
Antonio Ros de la Huerta (Cartagena, Región de Murcia, 24 de agosto de 1953 - Pamplona, 14 de febrero de 2021) fue un árbitro de baloncesto español. Vicepresidente de la Federación Navarra de Baloncesto - FNB (2000-2021).

## Biografía
Nacido en Cartagena, en  el seno de una familia numerosa de doce hermanos.
En 1968 comenzó su carrera como árbitro, que concluyó 52 años después, tras su fallecimiento en 2021. Fue el árbitro con una de las trayectorias más extensa del baloncesto español, y una figura clave en la promoción de la actividad arbitral en Navarra.
A lo largo de su larga trayectoria profesional, ocupó diversos cargos, entre los que destacan: vicepresidencia (1993) y presidencia (1997) del Comité Navarro de Árbitros - CNA;  vicepresidencia de la FNB (2000)
Compatibilizó su carrera arbitral con su trabajo como administrativo en la Universidad de Navarra, donde se incorporó en la década de los 80, primero en el servicio de Intervención (servicio de Administración Económica), y posteriormente, en 2009, en el servicio de Deportes hasta su prejubilación en 2011.

## Premios y Distinciones
- Medalla de Oro de la Federación Española de Baloncesto (1995) por sus veinticinco años de dedicación al arbitraje y nombramiento como informador arbitral.[6]
- Medalla de Plata al Mérito Deportivo del del Gobierno de Navarra (2001)[7]
- Homenajeado por la FEB por sus cincuenta años de arbitraje.[8]
- Con motivo de su LXXV Aniversario de la FNB, fue homenajeado como una de las figuras más destacadas del coletivo arbitral (2022).[9]

## Referencias

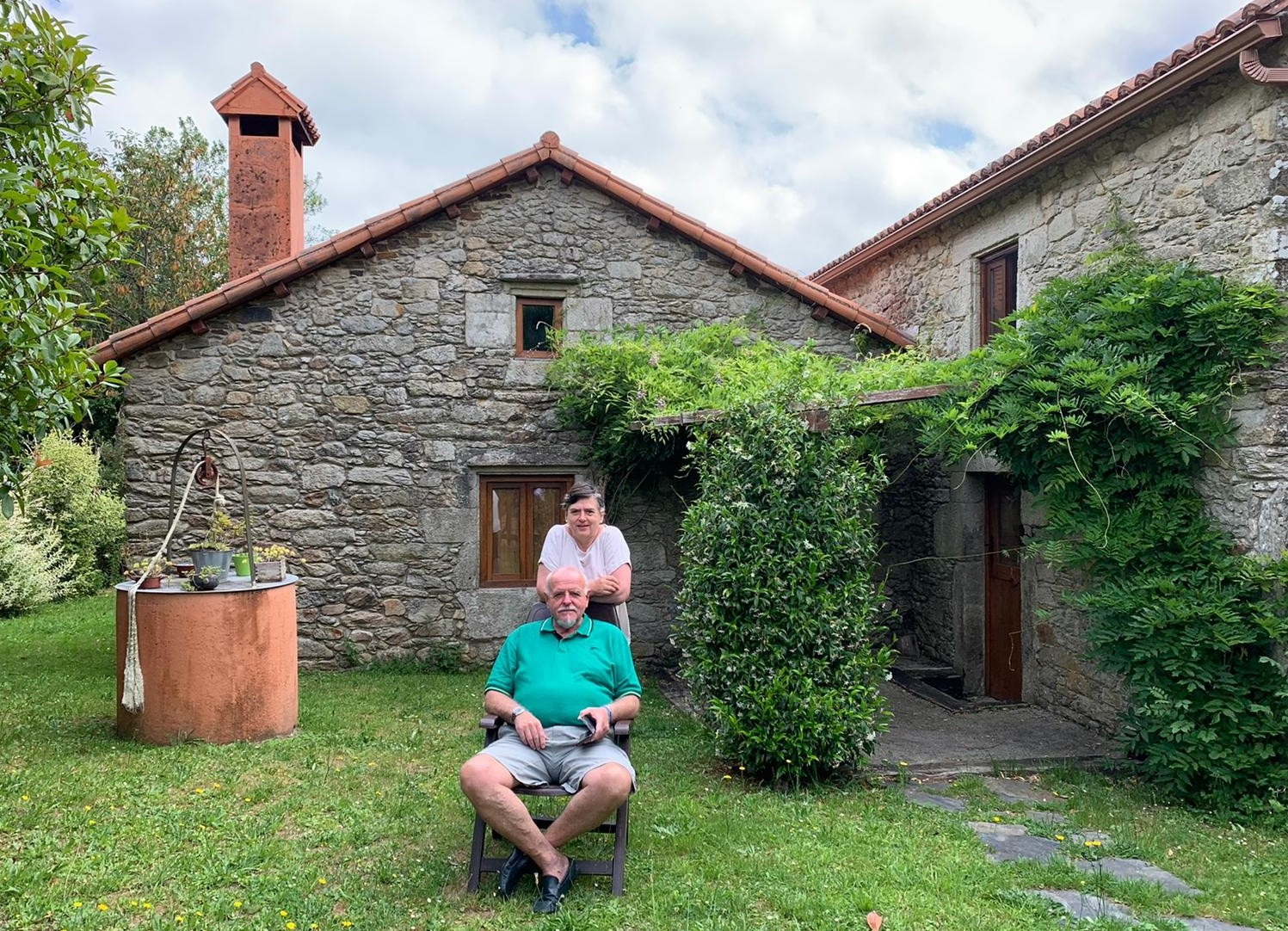
Antonio Ros en una casa de campo